# Teodor Glotz
Teodor Józef Glotz herbu Melissa (ur. 19 marca 1812 w Wroniawach, zm. 14 sierpnia 1895 w Grzegorzewicach) – prezydent Włocławka (1858–1862), burmistrz Kowala (1855–1858), burmistrz Sieradza (1846–1852), burmistrz Szadka (1842–1846).

## Życiorys
Pochodził z rodziny ziemiańskiej. Jego rodzicami byli Karol Teodor i Katarzyna z domu Gałczyńska. Karol Teodor Glotz pochodził z Leszna. Mieszkał w Kaliszu. W 1821 otrzymał szlachectwo od cara Aleksandra I. Pisał rozprawy naukowe dotyczące gospodarki. Za jedną z nich, mówiącą o upadku bydła w Polsce otrzymał złoty medal od Towarzystwa Przyjaciół Nauk w Warszawie, którgo był członkiem. Był również członkiem Towarzystwa Naukowego Krakowskiego przy Uniwersytecie Jagiellońskim. Teodor Glotz do 1831 ukończył pięć klas w filii szkoły warszawskiej w Piotrkowie Trybunalskim. Przez 4 miesiące był żołnierzem i brał udział w powstaniu listopadowym. W tym okresie został działaczem Towarzystwa Patriotycznego. Po upadku powstania listopadowego pozostał w kraju.
23 marca 1832 Komisja Województwa Kaliskiego nominowała Teodora Glotza do służby dla rządu Imperium Rosyjskiego (nominacja nr 29502/4790). Został strażnikiem lasów Kowala w leśnictwie wieluńskim. Funkcję tę pełnił do 2 kwietnia 1833, kiedy pismem Komisji Województwa Kaliskiego został mianowany na aplikanta w kancelarii senioralnej w biurze tejże Komisji. Po odbyciu stażu, otrzymał etat 13 maja 1833 (pismo nr 2812/4376). Pracownikiem kancelarii Komisji Województwa Kaliskiego był do 9 lutego 1839. Rząd Guberni Kaliskiej w pismach nr 684/1760 i 8623/2602 nominował go w 1839 na dziennikarza (urzędnika prowadzącego dziennik) biura Komisarza Obwodu Piotrkowskiego.
24 lutego 1840 Teodor Glotz został zwolniony z zajmowanego urzędu, w związku z oskarżeniem go o działalność w Towarzystwie Patriotycznym w okresie powstania listopadowego. 14 maja 1841 decyzją Iwana Paskiewicza namiestnika Królestwa Polskiego nr 15290 Teodor Glotz został skreślony z listy członków Towarzystwa Patriotycznego, co spowodowało odsunięcie oskarżeń.
9 października 1841 Teodor Glotz został zastępcą burmistrza miasta Szadek na ziemi sieradzkiej. 30 lipca 1842 pismem nr 28522/14777 Komisji Rządowej Spraw Wewnętrznych i Duchownych został nominowany na burmistrza Szadka. Urząd ten zajmował do 6 lipca 1846.
Od 6 lipca 1846 był burmistrzem Sieradza z pensją 300 rubli miesięcznie. We wrześniu 1851 w Sieradzu rozpoczęła się epidemia cholery. Pod koniec stycznia 1852 nastąpiła jej główna faza. Sieradz był wtedy pierwszym poważnym ogniskiem cholery na ziemiach polskich. Z nieznanych przyczyn Teodora Glotza nie było w tym czasie w Sieradzu. 13 sierpnia 1852 Iwan Paskiewicz, namiestnik Królestwa Polskiego wydał reskrypt nr 16238/32590, który wzywał do zwolnienia burmistrza Sieradza i oskarżenia go o niedopełnienie obowiązków. Teodor Glotz zdał urząd 6 września 1852. Zgodnie z rozkazem namiestnika Paskiewicza, został poddany pod sąd kryminalny. Wyrok Sądu Kryminalnego Guberni Warszawskiej zapadł 14 kwietnia 1853, ale jego treść nie zachowała się. Sąd Apelacyjny Królestwa Polskiego 6 sierpnia 1853 uznał, że nieobecność Glotza w mieście i tym samym niedopełnienie przez niego obowiązków wynikających z urzędu były usprawiedliwione. W odpowiedzi na ułaskawienie przez sąd apelacyjny, namiestnik Królestwa Polskiego polecił przywrócić Glotza do pełnienia urzędu. 
Decyzją Komisji Rządowej Spraw Wewnętrznych i Duchownych nr 625/1326 z 24 stycznia 1855, Teodor Glotz został mianowany burmistrzem Kowala, w miejsce zmarłego burmistrza Pieniążka. Był burmistrzem Kowala do 19 kwietnia 1858.
27 kwietnia 1858 rozpoczął pełnienie obowiązków prezydenta Włocławka w miejsce usuniętego ze stanowiska prezydenta Ignacego Paszkiewicza. Urząd prezydenta objął w 1860.
Glotz był oskarżany przez społeczeństwo o nadużywanie władzy i brak poszanowania dla dobra publicznego. W czerwcu 1861 około 300–400 mieszkańców pikietowało przed drzwiami jego mieszkania, protestując przeciwko jego prezydenturze. Rozruchy doprowadziły do interwencji wojska. 25 stycznia 1862 Teodor Glotz został odwołany z urzędu prezydenta Włocławka. Był to koniec jego urzędniczej kariery.
Zmarł w Grzegorzewicach. 17 sierpnia 1895 został pochowany na cmentarzu w Lutówce.

## Życie prywatne
23 czerwca 1839 ożenił się z Józefą Karoliną z domu Jasińską. Z tego małżeństwa miał córkę Michalinę Julię Alojzę (1840–1902), żonę architekta Juliana Ankiewicza i syna Józefa (1843–1903), pracownika Instytutu Gospodarstwa Wiejskiego i Leśnictwa.